# Valea Mută
Valea Mută este prima miniserie HBO Europe realizată în România, și a avut premiera pe 23 octombrie 2016 la televiziunea HBO, primul episod fiind disponibil gratuit și pe platforma HBO GO. Thriller-ul este regizat de Marian Crișan,
Inspirat de un serial norvegian, „Eyewitness” aka „Øyevitne” (care a generat și remake-ul omonim american lansat pe 16 octombrie), „Valea Mută” ne poartă în orașul Brașov unde doi adolescenți, Filip (Theodor Șoptelea) și Horia (Vlad Bălan), devin protagoniștii unei experiențe traumatizante: o noapte de amor în cabana părinților lui Horia este întreruptă de focuri de armă auzite în apropiere. Adolescenții sunt astfel martorii unei crime multiple și, urmăriți de asasinul gata să îi execute, de-abia scapă cu viață. Într-o societate normală primul lucru pe care l-ar face eroii ar fi să dezvăluie totul poliției, dar teama că relația lor ar putea fi expusă îi determină să tacă.

## Sinopsis

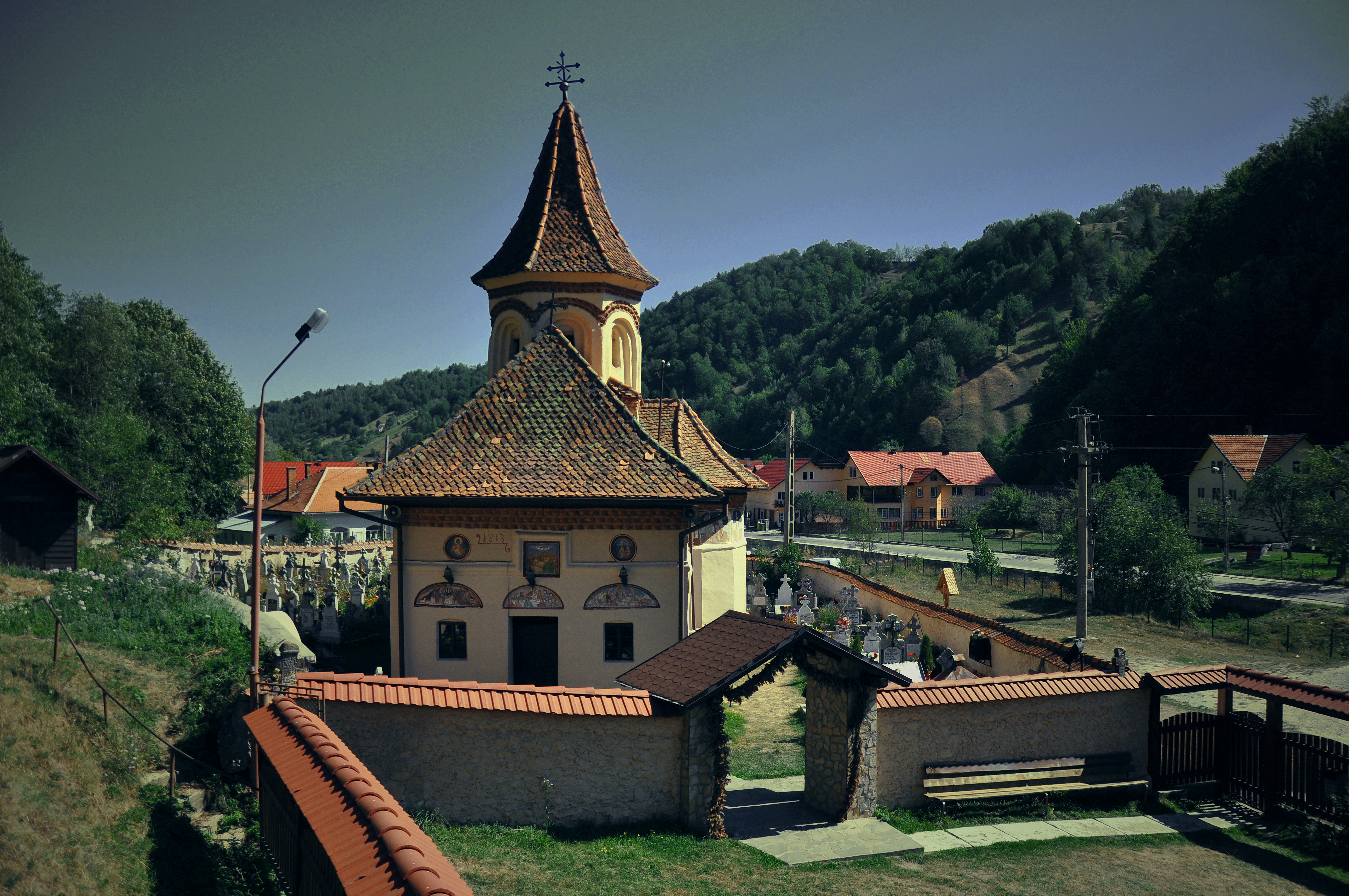
Crimele au loc în pădurile din apropierea localității Cheia, județul Brașov.

„Valea Mută” explorează relația dintre doi adolescenți care oscilează între prietenie și atracție, în timp ce sunt prinși într-o serie de evenimente care îi pun în pericol: ei devin martorii unor crime comise într-o pădure de lângă Brașov.
Valea Mută e locul în care se declanșează evenimentele marcante ale acestei miniserii axate pe relația complexă dintre doi adolescenți, Filip Zamfir și Horia Diaconu, în contextul unui caz grav de crimă. Cei doi sunt martori ai unei crime multiple, însă ascund acest lucru pentru a-și proteja secretul: o aventură clandestină pe care nu vor să o dezvăluie, date fiind prejudecățile lumii în care trăiesc, dar și cele ale propriilor părinți. Elena Zamfir, mătușa și mama adoptivă a lui Filip, procuror criminalist, preia cazul crimei din Valea Mută. Se lovește curând de lipsa de cooperare dintre instituțiile implicate în rezolvarea cazului, în condițiile în care una dintre victime era un informator al DIICOT infiltrat în clanul Jartea. DIICOT, odată cu venirea lui Robert Dima la conducere, își urmează agenda proprie utilizând metode violent-intruzive, în timp ce Elena încearcă să pătrundă în lumea ermetică a comunității rrome de lângă Brașov, folosindu-se de o abordare lipsită de prejudecăți și discriminare. În același timp, Filip trece printr-o criză pe planuri multiple: dilema alegerii între a mărturisi sau nu ce au văzut în noaptea crimei; relația dificilă cu Horia, care îl respinge, temându-se de consecințele relației lor; teama de întoarcerea criminalului; raportul tensionat cu părinții săi adoptivi, cărora le impută opacitatea în fața problemelor sale reale. Lucrurile scapă de sub control atunci când criminalul începe să se apropie de cei doi, iar fiecare personaj va fi pus în fața unor alegeri dificile.

## Personaje

### Filip Zamfir
Filip (Theodor Șoptelea) este un tip zbuciumat și inteligent. Își iubește mult mama, într-o manieră idealizantă. Din cauza asta mutarea la Brașov și viața într-o nouă familie, consecințe ale arestării mamei sale, îi provoacă un disconfort puternic. Firea lui independentă intră în coliziune cu inflexibilitatea Elenei, iar un alt ingredient care intensifică conflictul dintre ei îl reprezintă convingerea lui Filip că mama lui a ajuns la pușcărie din cauza Elenei. 
Singurul lucru care pare să funcționeze în viața lui este prietenia cu Horia.

### Horia Diaconu
Horia (Vlad Bălan) este un adolescent modelat de forțe contrare. Pe de o parte atenția grijulie a mamei, iar, pe de alta, autoritarismul tatălui său, a cărui asprime are ca scop să scoată din el „un bărbat adevărat”. Îl admiră pe Filip, în care vede o persoană liberă, emancipată, cum și-ar dori și el să fie.

### Elena Zamfir
Personalitatea sa puternică, deloc dispusă la compromisuri, a făcut din Elena (Rodica Lazăr) un procuror respectat din cadrul Secției de Criminalistică din București, unde a activat vreme de opt ani. Când anchetează un caz de crimă finalizat prin deconspirarea unei rețele infracționale majore, tutelată din umbră de politicieni importanți, viața și cariera ei ajung la o cotitură majoră. Pe lângă asta, Elena descoperă că o altă verigă a rețelei este nimeni alta decât sora ei, Ana-Maria. Pradă presiunilor venite din interiorul sistemului, dar și unei campanii de presă denigratoare, orchestrată de demnitarii corupți, care fac tot posibilul să o obstrucționeze, Elena decide să-și dea demisia. Împreună cu Silviu, soțul ei, și cu Filip, băiatul surorii ei, pe care Elena îl adoptă ca urmare a faptului că Ana-Maria ajunge la închisoare, se mută la Brașov.

### Robert Dima
Șarmant, sigur pe sine și cameleonic, fără trecut, fără rădăcini sau angajamente, este un soldat care știe exact cum arată iadul, iar lumea o privește din toate unghiurile cu o lejeritate pe care i-au dat-o viața și experiența. Are un background profesional ireproșabil, care îl propulsează la șefia DIICOT. Metodele lui sunt mai neortodoxe, însă le dă curs fără complexe, pretextând că acestea reprezintă niște mijloace pentru a atinge un scop nobil.

### Silviu Zamfir
Soțul Elenei (Mihai Călin) a deținut o sală de fitness în București, pe care a vândut-o în clipa în care amândoi au hotărât să se mute la Brașov, pentru a avea parte de o viață mai puțin tumultuoasă. În triunghiul familiei joacă rolul de amortizor de conflicte, prin tactul său diplomatic reușind să tempereze scânteile dintre Elena și Filip.

### Ana-Maria
Este opusul Elenei, adică eternul copil-problemă, oaia neagră a familiei. Ana-Maria (Mihaela Trofimov) a trăit toată viața la limită, într-o adolescență prelungită, împânzită de droguri și relații pasagere. Devine traficantă și dependentă de droguri, și nici măcar faptul că îl are pe Filip nu reușește să o responsabilizeze. Într-un final e arestată, ca urmare a unei investigații întreprinse de Elena, și ajunge în detenție. Aici joacă rolul de confident al lui Filip, care o vizitează des, și împarte cu el resentimente la adresa Elenei pe care o consideră vinovată pentru încarcerarea ei.

### Camelia Bădoi
Este un agent DIICOT care si-a croit greu drumul într-o instituție unde predomină bărbații. Deși e o profesionistă, structura ei sensibilă adesea îi joacă feste. După întâmplarea tragică din Valea Mută, conștiința Cameliei (Alexandra Fasolă) e împovărată și va încerca din toate puterile să repare ce se mai poate repara, generând un iureș de consecințe imprevizibile.

### Laurențiu Codrea
Laur (Corneliu Ulici) este mâna dreaptă a lui Robert Dima, de care este fascinat și pe care îl admiră. Crede cu tărie în metodele DIICOT, este un om de acțiune, foarte direct, și nu face întotdeauna uz de maniere în ceea ce privește metodele cu care abordează cazul. Își ia în serios munca, știe ce face și are încredere în sine. E un om de încredere și un bun executant. Este opusul Elenei vizavi de metodele de abordare: Laur se bazează pe ce știe el, pe când Elena este o umanistă delicată în abordare.

### Aleodor Ceprache
Este fratele lui Stadian și al lui Giani, două din cele patru victime de la Valea Mută. E iscoditor, îi place să știe lucruri și dedesubturi și se uită admirativ la lumea adulților interlopi. Asta explică faptul că deseori și-a însoțit frații în activitățile pe care trebuiau să le facă pentru Jartea. Lumea fraților lui îl fascinează, dar în momentul în care aceștia sunt omorâți în el se ridică niște semne de întrebare. Pe de-o parte e tentat să intre în lumea interlopilor, pe de altă parte înțelege foarte bine că afacerile astea vin cu niște costuri care se referă și la pierderea vieții. La celălalt pol al dilemei îl așteaptă viața pe care i-a pregătit-o tatăl său Cristodor, care e pastor. Sfâșiat între bine și rău, Aleodor (Ioan Tiberiu Dobrică) nu știe ce să aleagă.

### Nicu Jartea

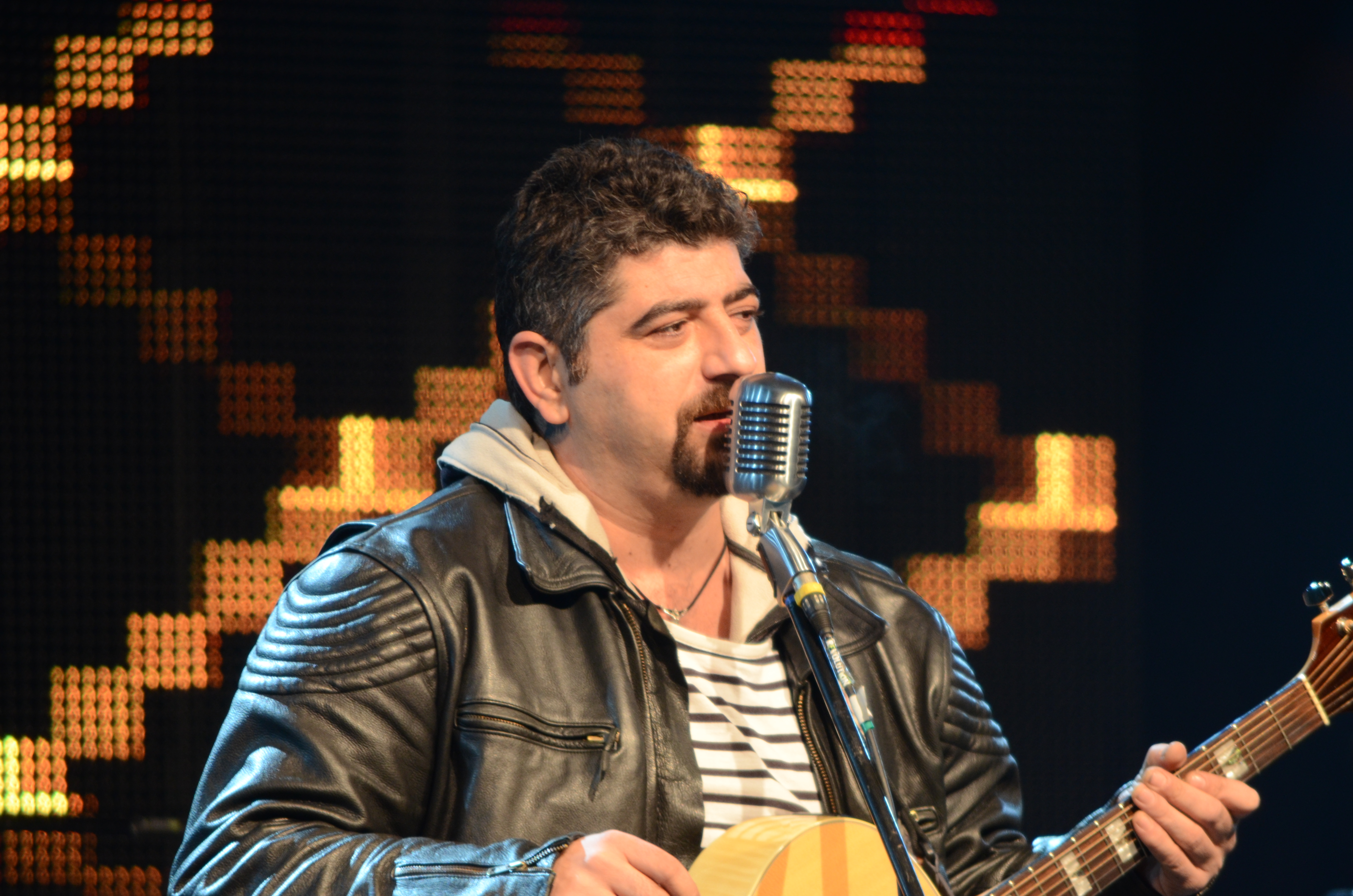
Ovidiu Niculescu îl interpretează pe Nicu Jartea.

Jartea (Ovidiu Niculescu) este un fost avocat, actualmente liderul unui clan interlop. Experiența acumulată cât timp a profesat în barou îi permite să exploateze fisurile sistemului, iar afacerile lui ilegale prosperă. Ipocrit și manipulator, se impune în rândurile rromilor, pe care îi folosește ca mână de lucru pentru activități ilicite. Printre altele, Jartea e responsabil de veriga românească a unei rețele de trafic transfrontalier de droguri. Problemele încep să apară pentru el după ce un transport de droguri îi dispare fără urmă, iar ulterior patru dintre oamenii săi sunt uciși la Valea Mută.

### Cristodor Ceprache
Cristodor (Remus Mărgineanu) este un personaj de modă veche, e conservator și foarte religios, iar în comunitatea romă reprezintă vocea tradiției. Este pastorul Bisericii Penticostale din Săcele, Brașov și tatăl lui Stadian, Grafian și Aleodor. Își pierde primii doi băieți în Valea Mută, ca atare va da pe parcursul seriei o luptă cu Jartea pentru a-l motiva pe Aleodor să meargă pe „drumul cel bun”. Pentru el „lumea nouă” și afacerile sunt un univers necunoscut. Are o atitudine pasivă în felul în care înțelege și abordează realitatea deoarece, fiind religios, consideră că noi nu putem face nimic, totul este în mâinile lui Dumnezeu.

### Radu Diaconu
Tatăl lui Horia (Adrian Păduraru) este colonel în rezervă. Este suspicios vizavi de relația apropiată dintre Horia și Filip, mai ales că încearcă să își educe fiul după codul virilității. Coleric, își pierde cumpătul uneori și e violent cu Horia. Își iubește mult fiul, dar nu își manifestă sentimentele, este strict și rigid. Nu e tocmai încântat de sportul ales de fiul său. Are o nevoie exagerată de a deține controlul și se află sub tratament cu calmante, tratament pe care nu îl prea respectă.

### Liliana Diaconu
Mama lui Horia (Alina Berzunțeanu), casnică și exact opusul lui Radu, e foarte blândă, maternă și îl susține pe Horia în tot ce face. Îi ia apărarea atunci când Radu îi interzice să se antreneze și, de regulă, încearcă să tempereze orice situație conflictuală. Ea este legătura cu soții Zamfir.

## Filmare
Filmările, care au început pe 10 mai, au avut loc în mai multe zone din țară, printre care Brașov, Cheia și București.